# Montpelier, Vermont
Montpelier (phát âm /mɒntˈpiːliər/) là một thành phố thủ phủ tiểu bang Vermont, Hoa Kỳ. Thành phố có diện tích km², dân số theo điều tra dân số năm 2000 của Cục Thống kê Dân số Hoa Kỳ là 8035 người.

## Lịch sử
Được cấp điều lệ bởi Đại hội đồng Vermont vào ngày 14 tháng 8 năm 1781, thị trấn đã được cấp Timothy Bigelow và 58 đơn vị. Khu định cư lâu dài đầu tiên bắt đầu vào năm 1787, khi Đại tá Jacob Davis và Tướng Parley Davis đến từ Charlton, Massachusetts. Tướng Davis khảo sát đất đai, trong khi Đại tá Davis phát quang rừng và xây dựng một ngôi nhà bằng gỗ lớn ở phía tây của nhánh Bắc của sông Winooski. Gia đình ông di chuyển tới đây vào mùa đông tiếp theo.
Chính Đại tá Davis là người lựa chọn tên gọi Montpelier sau tên thành phố Pháp Montpellier. Do Pháp hỗ trợ trong cách mạng Hoa Kỳ nên có một tình cảm chung dành cho Pháp. Khu định cư tăng trưởng một cách nhanh chóng, và đến năm 1791 các dân số đạt 117.
Năm 1825, Marquis de Lafayette đã đến thăm Montpelier trên một tour du lịch khải hoàn của nước Mỹ, 50 năm sau khi Chiến tranh Cách mạng.
Thị trấn phát triển thành một trung tâm sản xuất, đặc biệt là sau khi tuyến đường sắt trung bộ Vermont mở tại Montpelier ngày 20 tháng 6 năm 1849, cùng năm đó Đông Montpelier đã được tách ra thành một thị trấn riêng biệt. Thác nước trên sông Winooski cung cấp điện nước cho các nhà máy. Đã có một xưởng đúc sắt.
Ngày nay, chính phủ, cao hơn bảo hiểm, giáo dục, và du lịch là những doanh nghiệp chủ yếu. Bảo tàng Lịch sử Vermont là một điểm thu hút tham quan